# Agnès Llobet
Agnès Llobet Deià (Puente de Inca, Baleares, 30 de mayo de 1984) es una conocida actriz y poetisa española.

## Biografía
Comenzó en el mundo del teatro a los ocho años en el centro dramático DiMarco y en 2002 inició sus estudios en la Instituto del Teatro, donde se licenció en 2007.
Ha publicado varios poemarios: Podríem (2010), La dona de Poe (2012), L'incendi de les papallones (2015), El desig d'Alcmena (2017), y Turista zero (2020).
En televisión ha participado en las series diarias de Televisión Española Servir y proteger interpretando a Paloma Villanueva y en Acacias 38, interpretando a Laura Alonso. Además, participó como elenco recurrente en la exitosa primera temporada de la serie de Atresmedia y Netflix La casa de papel. En 2021 se incorporó al elenco principal de la serie de Atresplayer Premium La cocinera de Castamar, donde interpreta a Beatriz Ulloa.
A finales de 2023 se confirma su ficha por Sueños de libertad, serie diaria de Antena 3 para interpretar a Gema Azcona, junto con Alain Hernández, Natalia Sánchez y Daniel Tatay, entre otros.

## Filmografía

### Cine
| Año  | Título                    | Personaje | Director                     |
| ---- | ------------------------- | --------- | ---------------------------- |
| 2018 | Letters to Paul Morrissey | Agnès     | Armand Rovira y Saida Benzal |
| 2019 | Abuelos                   | Profesora | Santiago Requejo             |

### Televisión
| Año           | Título                     | Personaje               | Notas                              |
| ------------- | -------------------------- | ----------------------- | ---------------------------------- |
| 2009          | Llàgrima de sang           | Aina                    | 2 episodios                        |
| 2009          | Un golpe de suerte         | ―                       | 10 episodios                       |
| 2016          | El secreto de Puente Viejo | Mencía Ruíz             | 59 episodios                       |
| 2016          | La sonata del silencio     | Virtuditas              | 9 episodios                        |
| 2016          | Víctor Ros                 | Adela del Castillo      | Episodio: Hijos de un Dios extraño |
| 2017          | La casa de papel           | Pilar                   | 4 episodios                        |
| 2017          | Las chicas del cable       | Marisol                 | 8 episodios                        |
| 2018          | Abducidos                  | Lola Martínez           | 6 episodios                        |
| 2018-2019     | Amor de cans               | Àngela                  | 10 episodios                       |
| 2019          | Servir y proteger          | Paloma Villanueva       | 3 episodios                        |
| 2020          | Mentiras                   | Julia                   | Episodio: Estamos muy cerca        |
| 2020          | Desaparecidos              | Consuelo "Chelo" Priede | Episodio: No puedo vivir sin ti    |
| 2020          | Acacias 38                 | Laura Alonso            | 80 episodios                       |
| 2020          | Pioneras                   | Dolors Aleu             | Miniserie; 4 episodios             |
| 2021          | La cocinera de Castamar    | Beatriz Ulloa           | 9 episodios                        |
| 2024-presente | Sueños de libertad         | Gema Azcona             | ¿?                                 |

### Cortometrajes
| Año  | Título   | Personaje | Director      |
| ---- | -------- | --------- | ------------- |
| 2017 | Hoissuru | Agnès     | Armand Rovira |